# Muttine
Muttine (III secolo a.C.) è stato un condottiero cartaginese che prese parte alla seconda guerra punica.
Era libio-fenicio, nativo di Ippacra, non molto distante da Cartagine.

## Biografia

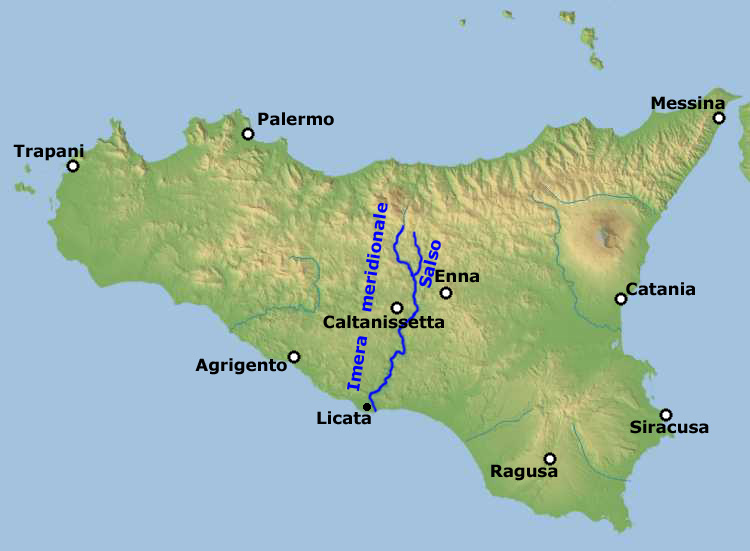
Il fiume Imera Meridionale, ad oriente di Agrigento, dove avvenne lo scontro tra Muttine e l'esercito romano.

Era un uomo alacre e energico, che era stato istruito dallo stesso Annibale in tutte le arti della guerra. Epicide e Annone in Sicilia gli avevano assegnato i Numidi come truppe mercenarie dell'esercito cartaginese (nel 212 a.C.). Egli si incontrò con gli alleati siculi per infondere loro coraggio, ora che Siracusa era caduta in mano romana.
(Livio, XXV, 40.7.)
I due comandanti, il cartaginese e quello siracusano, rinchiusi tra le mura di Agrigento, osarono uscire dalle mura della città e posero il campo presso il fiume Imera. Non appena la cosa fu riferita a Marcello, il proconsole mosse l'esercito e si posizionò ad una distanza di circa quattordici miglia dal nemico (quasi 21 km), in attesa di capire come comportarsi.
Muttine, una volta saputo che i Romani si erano avvicinati, senza riflettere troppo, attraversò il fiume e si lanciò contro le avanguardie dei Romani presso il fiume Imera  generando in questi un grandissimo terrore e confusione. Il giorno dopo, con un combattimento quasi regolare riuscì a respingere i Romani. Livio racconta che, poco dopo, fu richiamato indietro poiché era nata una ribellione dei Numidi nell'accampamento, i quali, in quasi trecento, si erano ritirati ad Eraclea Minoa. Muttine, partito per sedare la rivolta, avvertì Epicide ed Annone di non attaccare battaglia coi Romani mentre egli era assente. Annone invece, che era invidioso della gloria di Muttine, indusse l'esitante Epicide ad attraversare il fiume e a scendere sul campo di battaglia. Temevano che se avessero aspettato Muttine, la gloria sarebbe stata tutta sua. La battaglia che ne seguì vide Marcello battere le forze congiunte dei Cartaginesi e di Epicide.
Nel 210 a.C., quando il console Marco Valerio Levino giunse in Sicilia, decise di condurre le due legioni a lui affidate contro Agrigento, pronto ad assediarla. La città era l'ultimo baluardo dei Cartaginesi ed era munita di una forte guarnigione. Tito Livio accenna che la «fortuna favorì l'impresa».
Il generale dei Cartaginesi era quell'Annone che aveva combattuto nei pressi dell'Imera nel 212 a.C.. La speranza di tutti era però riposta nei Numidi e in Muttine. Egli, vagabondando per tutta la Sicilia a saccheggiare le terre degli alleati dei Romani, gravitava attorno alla città di Agrigento. La fama delle sue imprese aveva offuscato anche quella del comandante in capo del presidio cartaginese, suscitandone l'invidia, tanto da sostituire suo figlio nel comando che aveva Muttine. Questo ordine ottenne l'effetto contrario, accrescendo ancor di più l'antico favore che il comandante dei Numida godeva. Muttine però non tollerò l'oltraggio ed inviò degli ambasciatori a Levino per offrirgli la resa di Agrigento.
Questo suo gesto venne in seguito ricompensato da Levino, quando nell'estate del 210 a.C., tornato a Roma per indire le elezioni dei nuovi magistrati, portò con sé proprio Muttine, al quale in segno di riconoscenza venne conferita la cittadinanza romana.